# 同族経営
同族経営（どうぞくけいえい）とは、特定の親族などが支配・経営する組織のことを指す。家族経営（ファミリービジネス）、オーナー系企業およびファミリー企業などとも称す。

## 概説
「同族経営」や「同族所有」という概念は一般通念上の概念であり、法的な明確な定義があるわけではない。一般には創業家が経営に関与する企業を「同族企業」というが、この同族企業に「同族所有」と「同族経営」の2つの種類があるとされ、創業家が主要株主として企業の株式を一定数保有して間接的に関与する同族所有（family ownership）と創業家のメンバーが当該企業の社長や社員として直接的に経営に関与する同族経営（family management）があるとされる。これに対し、日本の法人税法では、上位3株主の持ち株比率をあわせて50%を超える会社を「同族会社」と定義している。
一方で「ファミリービジネス」も法的な概念ではなく、街角の商店や同族会社の中小企業のほか、特定の一族で経営が継承されていると考えられる企業を含むことがあり、トヨタ自動車がその例に挙げられることもある。ただ、ファミリービジネスと日本の法人税法上の同族会社の関係は必ずしも一致するものではなく、同族会社の株主は自然人ではなく法人の場合もあり、その法人がファミリービジネスの支配を受けているとは限らない。また、ファミリービジネスと中小企業も同義ではなく、経営学では中小企業とファミリービジネスについて一線を画した研究が進められている。ハーバード・ビジネススクールの研究者たちはファミリービジネスの経営モデルについて、ファミリー、ビジネス、オーナーシップの3つの要因別でのスリー・サークル・モデルによる分析を行った。スリー・サークル・モデルによる分析ではファミリービジネスを8つのタイプに分類するが、ファミリーと企業が一体化している場合もあれば、経営への関心は薄く配当など経営的報酬のみに関心がある場合もある。
後述のように同族経営であるが故のメリットも、デメリット・課題もあり、経営学の研究対象となる。ファミリービジネス研究はこれまで欧米の一部の経営学者が中心となって進められ、特にアメリカ合衆国では中小企業論から独立したファミリービジネス研究が学問領域として確立されている。ファミリービジネス研究の端緒となったのは1990年代中頃のハーバード・ビジネススクールで、教授らがその特異性に着目して研究を始めたが、最初は「プロフェッショナル経営者」の育成を標榜する同ビジネススクールでは異色のものだった。欧米のビジネススクールではファミリービジネス・センターを設置する学校が増え、ノースウェスタン大学ケロッグ経営大学院（アメリカ）、INSEAD（フランス）、IESE（スペイン）、IMD（スイス）、ボッコーニ大学（イタリア）などに開設された。日本の神戸大学大学院経営学研究科は三菱UFJ銀行などの協力を得て2022年4月、ファミリービジネス研究教育センターを開設した。
経営理論に関しては先述の同族所有（family ownership）と同族経営（family management）の程度の違いにより、エージェンシー理論、資源ベース理論、SEW理論など経営学上の理論のうち、どの理論が有効なのか見極める必要があると指摘されている。

## 現状
2019年（平成31/令和元年）に発表された「グローバル・ファミリー企業500社ランキング」によれば、世界の同族経営会社上位10社のうち5社がアメリカ合衆国の企業、4社がドイツの企業であった。1位はウォルマート、2位はフォルクスワーゲン、3位はウォーレン・バフェットが率いるバークシャー・ハサウェイであった。
日本では、経済全体に占めるファミリービジネスの比重は極めて大きく、日本全体の会社数のうち90％以上が同族経営である。2020年度に上場企業3749社のうち、1848社（49.3％）が同族経営企業であり、当時の東証1部（当時）に限っても44.9％を占めるとするデータがある。また、雇用者数は全体の6 - 7割を占めている。旧・金剛組を筆頭として、日本のファミリービジネスは海外に比べて長寿という傾向も見られる。業歴100年超のファミリービジネスは欧州全体で6,000社、米国では800社と言われているのに対して、日本では3万社と推測されている。
フランスには創業200年以上の同族経営企業が加盟するエノキアン協会という団体があり、全世界で40社（2010年6月時点）が加盟しているが、このうち5社が日本企業である。（月桂冠、赤福、法師、岡谷鋼機、虎屋）こうしたことから日本は世界でも有数のファミリービジネス大国と呼ぶことができる。
なお、日本では私立学校法、医療法、社会福祉法、更生保護事業法、NPO法、公益社団法人・公益財団法人法により学校法人、医療法人、社会福祉法人、更生保護法人、特定非営利活動法人、公益社団法人、公益財団法人については当該役員、役員の配偶者及び三親等以内の親族が役員の一定数又は総数の一定割合を超えて含まれることになってはならないことが規定されており、強固な同族経営にならないようにしている。
海外においては創業者や創業メンバーが黄金株を保有している場合が見られ、基本的に上場企業の黄金株発行が禁止されているNASDAQやニューヨーク証券取引所上場企業においても、創業者や創業メンバーが上場前に発行した黄金株を保有している場合が見られる。
社会主義国の中華人民共和国においても同族経営企業は存在しており、2019年版「世界同族企業500社」に中国企業が散見される。

## メリット
- 経営者自身が大株主であるため、株主視点に立った経営を行なう傾向が強く、経営成果が株価を通じて自身の資産価値に直結するため、事業に対する高いモチベーションを維持しやすい[9]。
- オーナーが中長期的に経営者であることが担保されており、中長期的な視野で経営を行なう傾向が強い[4][9]。また、オーナー自身が最終意志決定者であるため、意志決定が早い[9]。
- 株主として最もリスクを取っているのはオーナー経営者であるため、利害関係者を説得しやすく、大胆な経営戦略を打ち出しやすい[9]。
- 後継者が世襲、または一族内への交代を前提する場合が多く、事業承継をスムーズに行うことができる[4]。後継者も会社を引き継ぐ、引き継いだ会社を守るという意識が強く、安定的で長期的な経営に繋がる[4]。また、次期社長候補の経営者としてのキャリア形成（いわゆる帝王学）を、早期の段階から計画的に実施できる。
- 一族の上位の人間と一族でない部下や一般社員との間の緊張をうまく利用すれば、長期の視点での組織能力の強みとなる場合がある。たとえば「宣伝上手」にはオーナー系企業が多いという知見がある[10]。

## デメリット
- 「税法上の定義」に基づく同族会社に該当すれば、大株主の権限制限など、法的な制限が課されることになる。ドイツにおける同族会社の多さは企業の社会的責任が主張される背景となった。
- 経営権が同族で寡占されるため、コーポレートガバナンスが効きづらくなる傾向がある[4]。具体的には、従業員や同族外からの意見が取り入れられない現象や、会社資産の私的流用、不当人事などによって、健全な経営が阻害される場合がある[4]。
  - なお、税法では生活費など「雑多な出費」を経費に計上すれば税金を節約できる仕組みとなっている背景から、この傾向は中小企業になれば特に強くなる。ただし生活費などの私的利用を目的に社費を流用した場合、税法で認められている一定の支出（交際費や福利厚生費など）を超える部分は当然ながら役員報酬として認定され、個人の給与所得として源泉所得税が課税されることとなる。法人税法上の「同族会社」に該当した場合、税務上の特別規定が適用される[4]。

- 継承者を同族の中から選ぶことから、後継者の候補が限定される[4]。適切な能力を持たない者が経営者となるリスクを高め[4]、要職が能力以外の要因で与えられるという点で、社員のモチベーションを低下させる。一方で、「同族企業に入る人間は最初から幹部になれないと承知で入るから、横一線で採用した人間を、途中の試験でエリートと非エリートに分ける日本軍の手法より、非エリートの納得は得やすい」という意見もある[11]。
- 同族内で対立が発生した場合、経営が円滑にいかなくなる[4]。